# Tomocichla
Tomocichla är ett släkte av fiskar. Tomocichla ingår i familjen Cichlidae.
Kladogram enligt Catalogue of Life:
| Tomocichla | \| \| Tomocichla asfraci \| \| \| \| \| \| Tomocichla sieboldii \| \| \| \| \| \| Tomocichla tuba \| \| \| \| |
|            | \| \| Tomocichla asfraci \| \| \| \| \| \| Tomocichla sieboldii \| \| \| \| \| \| Tomocichla tuba \| \| \| \| |
|            | Tomocichla asfraci                                                                                            |
|            | |
|            | Tomocichla sieboldii                                                                                          |
|            | |
|            | Tomocichla tuba                                                                                               |
|            | |